# 自由民主黨幹事長
自由民主黨幹事長，是日本自由民主黨執行部成員之一，相當於秘書長的職務，與總務會長、政務調查會長並稱為輔助黨總裁的「黨三役」。是實際上的第二把手，尤其因為自民黨總裁長期擔任內閣總理大臣（首相），幹事長負責掌管黨務全局。
自民黨幹事長最重要的工作是指揮選舉活動，對候選人資格公認和黨的資金運用擁有很大的發言權，如果選舉勝利幹事長往往首居其功，也能夠擴大自身的勢力，相反如果選舉失敗幹事長也需承擔最大責任；此外，還通過眾參兩院的議會運營委員會、黨內的國會對策委員會，指揮國會運營、法案審議；掌握自民黨的財政和人事大權，也能夠影響內閣閣僚、國會各委員會委員長、高級官僚的人事安排。
為考量派系平衡，幹事長通常與黨魁不同派閥。在自由民主党总裁选举中，候選人中很大一部分曾擔任过幹事長。

## 歴代自由民主黨幹事長列表
| 代 | 姓名         | 總裁                 | 在任期間              | 所属派閥       | 總裁派閥         |
| -- | ------------ | -------------------- | --------------------- | -------------- | ---------------- |
| 1  | 岸信介       | 鳩山一郎             | 1955年11月-1956年12月 | 岸派           |                  |
| 2  | 三木武夫     | 石橋湛山、岸信介     | 1956年12月-1957年7月  | 三木·松村派    | 石橋派、岸派     |
| 3  | 川島正次郎   | 岸信介               | 1957年7月-1959年1月   | 岸派           | 岸派             |
| 4  | 福田赳夫     | 岸信介               | 1959年1月-1959年6月   | 岸派           | 岸派             |
| 5  | 川島正次郎   | 岸信介               | 1959年6月-1960年7月   | 岸派           | 岸派             |
| 6  | 益谷秀次     | 池田勇人             | 1960年7月-1961年7月   | 池田派         | 池田派           |
| 7  | 前尾繁三郎   | 池田勇人             | 1961年7月-1964年7月   | 池田派         | 池田派           |
| 8  | 三木武夫     | 池田勇人、佐藤榮作   | 1964年7月-1965年12月  | 三木·松村派    | 池田派、佐藤派   |
| 9  | 田中角榮     | 佐藤榮作             | 1965年6月-1966年12月  | 佐藤派         | 佐藤派           |
| 10 | 福田赳夫     | 佐藤榮作             | 1966年12月-1968年11月 | 福田派         | 佐藤派           |
| 11 | 田中角榮     | 佐藤榮作             | 1968年11月-1971年6月  | 佐藤派         | 佐藤派           |
| 12 | 保利茂       | 佐藤榮作             | 1971年6月-1972年7月   | 佐藤派         | 佐藤派           |
| 13 | 橋本登美三郎 | 田中角榮             | 1972年7月-1974年11月  | 田中派         | 田中派           |
| 14 | 二階堂進     | 田中角榮             | 1974年11月-1974年12月 | 田中派         | 田中派           |
| 15 | 中曾根康弘   | 三木武夫             | 1974年12月-1976年9月  | 中曾根派       | 三木派           |
| 16 | 內田常雄     | 三木武夫             | 1976年9月-1976年12月  | 大平派         | 三木派           |
| 17 | 大平正芳     | 福田赳夫             | 1976年12月-1978年12月 | 大平派         | 福田派           |
| 18 | 齋藤邦吉     | 大平正芳             | 1978年12月-1979年11月 | 大平派         | 大平派           |
| 19 | 櫻內義雄     | 大平正芳、鈴木善幸   | 1979年11月-1981年11月 | 中曾根派       | 大平派、鈴木派   |
| 20 | 二階堂進     | 鈴木善幸、中曾根康弘 | 1981年11月-1983年12月 | 田中派         | 鈴木派、中曾根派 |
| 21 | 田中六助     | 中曾根康弘           | 1983年12月-1984年10月 | 鈴木派         | 中曾根派         |
| 22 | 金丸信       | 中曾根康弘           | 1984年10月-1986年7月  | 田中派         | 中曾根派         |
| 23 | 竹下登       | 中曾根康弘           | 1986年7月-1987年10月  | 田中派－竹下派 | 中曾根派         |
| 24 | 安倍晉太郎   | 竹下登               | 1987年10月-1989年6月  | 安倍派         | 竹下派           |
| 25 | 橋本龍太郎   | 宇野宗佑             | 1989年6月-1989年8月   | 竹下派         | 中曾根派         |
| 26 | 小澤一郎     | 海部俊樹             | 1989年8月-1991年4月   | 竹下派         | 河本派           |
| 27 | 小淵惠三     | 海部俊樹             | 1991年4月-1991年10月  | 竹下派         | 河本派           |
| 28 | 綿貫民輔     | 宮澤喜一             | 1991年10月-1992年12月 | 竹下派         | 宮澤派           |
| 29 | 梶山静六     | 宮澤喜一             | 1992年12月-1993年7月  | 小淵派         | 宮澤派           |
| 30 | 森喜朗       | 河野洋平             | 1993年7月-1995年8月   | 三塚派         | 宮澤派           |
| 31 | 三塚博       | 河野洋平             | 1995年8月-1995年10月  | 三塚派         | 宮澤派           |
| 32 | 加藤紘一     | 橋本龍太郎           | 1995年10月-1998年7月  | 宮澤派         | 小淵派           |
| 33 | 森喜朗       | 小淵惠三             | 1998年7月-2000年4月   | 三塚派－森派   | 小淵派           |
| 34 | 野中廣務     | 森喜朗               | 2000年4月-2000年12月  | 小淵派－橋本派 | 森派             |
| 35 | 古賀誠       | 森喜朗               | 2000年12月-2001年4月  | 加藤派－堀內派 | 森派             |
| 36 | 山崎拓       | 小泉純一郎           | 2001年4月-2003年9月   | 山崎派         | 森派             |
| 37 | 安倍晉三     | 小泉純一郎           | 2003年9月-2004年9月   | 森派           | 森派             |
| 38 | 武部勤       | 小泉純一郎           | 2004年9月-2006年9月   | 山崎派         | 森派             |
| 39 | 中川秀直     | 安倍晉三             | 2006年9月-2007年8月   | 森派－町村派   | 町村派           |
| 40 | 麻生太郎     | 安倍晉三             | 2007年8月-2007年9月   | 麻生派         | 町村派           |
| 41 | 伊吹文明     | 福田康夫             | 2007年9月-2008年8月   | 伊吹派         | 町村派           |
| 42 | 麻生太郎     | 福田康夫             | 2008年8月-2008年9月   | 麻生派         | 町村派           |
| 43 | 細田博之     | 麻生太郎             | 2008年9月-2009年9月   | 町村派         | 麻生派           |
| 44 | 大島理森     | 谷垣禎一             | 2009年9月-2010年9月   | 高村派         | 古賀派           |
| 45 | 石原伸晃     | 谷垣禎一             | 2010年9月-2012年9月   | 山崎派         | 古賀派           |
| 46 | 石破茂       | 安倍晉三             | 2012年9月-2014年9月   | 無派閥         | 町村派           |
| 47 | 谷垣禎一     | 安倍晉三             | 2014年9月-2016年8月   | 谷垣集團       | 町村派－細田派   |
| 48 | 二階俊博     | 安倍晉三             | 2016年8月-2020年9月   | 二階派         | 細田派           |
| 48 | 二階俊博     | 菅義偉               | 2020年9月-2021年10月  | 二階派         | 無派閥           |
| 49 | 甘利明       | 岸田文雄             | 2021年10月-2021年11月 | 麻生派         | 岸田派           |
| 50 | 茂木敏充     | 岸田文雄             | 2021年11月-2024年9月  | 茂木派         | 岸田派           |
| 51 | 森山裕       | 石破茂               | 2024年9月-            | 無派閥         | 無派閥           |

※形式上派閥解散或者脫離派閥的情況，記作實質上的派閥。
加粗是以後成為黨總裁的人物

## 紀錄
- 最年長就任紀錄：79歳5個月 - 森山裕
- 最年少就任紀錄：47歳1個月 - 田中角榮
- 就任時當選議員回數最多紀錄：12回 - 櫻內義雄、二階堂進
- 就任時當選議員回數最少紀錄：3回 - 岸信介、安倍晉三
- 連續最長在任記錄：1885日 - 二階俊博
- 通算最長在任記錄：1885日 - 二階俊博
- 連續最短在任記錄：29日 - 二階堂進
- 通算最短在任記錄：35日 - 甘利明
- 在任幹事長在所屬小選區落選：甘利明